# جغرافیای مونته‌نگرو

موقعیت مونته‌نگرو در اروپا.

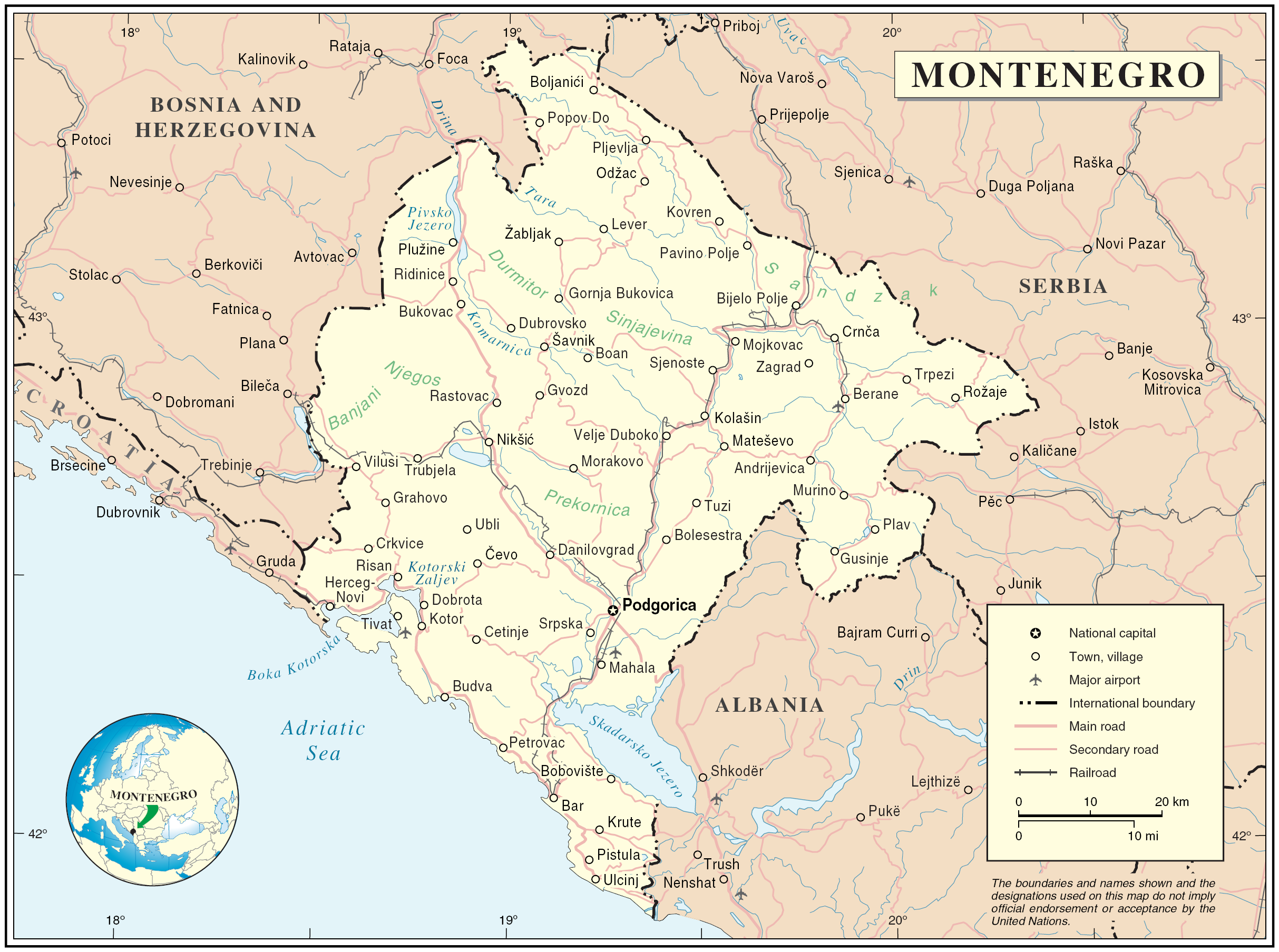
نقشه مونته‌نگرو

مونته‌نگرو (صربی: Црна Гора به معنی «کوه سیاه») کشوری در جنوب خاوری اروپا و در کرانه دریای آدریاتیک است. این کشور کوچک و کوهستانی در جنوب غربی بالکان جای دارد. پایتخت این کشور پودگوریتسا است.
مونته‌نگرو با کرواسی، بوسنی و هرزگوین، صربستان، آلبانی، کوزوو و دریای آدریاتیک همسایه است. با وجود کوچکی مساحت، این کشور جغرافیای بسیار متنوعی دارد.
مونته‌نگرو ۱۳۹۳۸ کیلومتر مربع مساحت دارد. خط ساحلی مونته‌نگرو ۲۹۳ کیلومتر است که ۷۳ کیلومتر آن شناگاه است. طول مرزهای مونته‌نگرو ۶۱۴ کیلومتر است. بلندترین نقطه مونته‌نگرو کوه بابوتوف کوف (۲۵۲۲ متر) است، اگرچه گاهی استدلال می‌شود که قله‌های توده پروکلتیه در مرز با آلبانی از آن کوه بلندتر هستند. بزرگ‌ترین دریاچه کشور اشکودر است با مساحتی برابر با ۳۹۱ کیلومتر مربع. عمیق‌ترین دره مونته‌نگرو تارا است با ژرفای ۱۳۰۰ متر.
پایتخت اداری مونته‌نگرو پودگوریتسا است، اگرچه مرکز فرهنگی آن شهر قدیمی‌تر چتینیه است که پایتخت تاریخی این کشور بوده‌است. در بیشتر قرن بیستم مونته‌نگرو بخشی از یوگسلاوی بود و از سال ۲۰۰۳ تا ۲۰۰۶ نیز بخشی از اتحادیه فدرال صربستان و مونته‌نگرو بود.
بیش از دو سوم کل اراضی این کشور کوهستانی است. مونته‌نگرو دارای کوه، دشت‌های کوهستانی و دره است و پویا بودن مشخصات جغرافیایی آن باعث شده‌است تا تنوع و استراحتگاه‌های طبیعی غنی بالقوه در منطقه کوهستانی در مونته‌نگرو شکل بگیرد. بخش‌های شمالی مونته‌نگرو کوهستانی است و ارتفاع آن به سوی جنوب و غرب کاهش می‌یابد. تا جایی‌که به ساحل دریای آدریاتیک می‌رسد. یکی از بلندترین قله‌های مونته‌نگرو، بوبوتوف کوک در کوه دورمیتور با ارتفاع ۲٬۵۲۲ متر است. منطقه ساحلی کشور لرزه‌خیز است.
هسته اصلی قدیمی مونته‌نگرو، در جنوب غرب، عمدتاً یک منطقه کارستی از تپه‌های خشک است، شامل برخی مناطق قابل کشت - به عنوان مثال، در اطراف چتینیه و در دره زتا. نواحی شرقی که شامل بخشی از رشته کوه‌های آلپ دیناری (کوه دورمیتور) می‌شود، حاصلخیزتر بوده و دارای جنگل‌های بزرگ و چمنزارهای مرتفع است. شبکهٔ رودخانه‌ای مونته‌نگرو در دو جهت مخالف جریان دارد. رودخانه‌های پیوا، تارا و لیم مسیرهای شمالی و رودخانه‌های موراچا و زتا مسیرهای جنوبی را دنبال می‌کنند.
در ۵۰ سال گذشته، صنایع جدیدی در این کشور ظاهر شده‌اند: معدن، متالورژی، تولید انرژی، ترابری و گردشگری و توسعه آنها منجر به محیط‌های در معرض خطر، ویران و آلوده در منطقه کوهستانی مونته‌نگرو شده‌است.

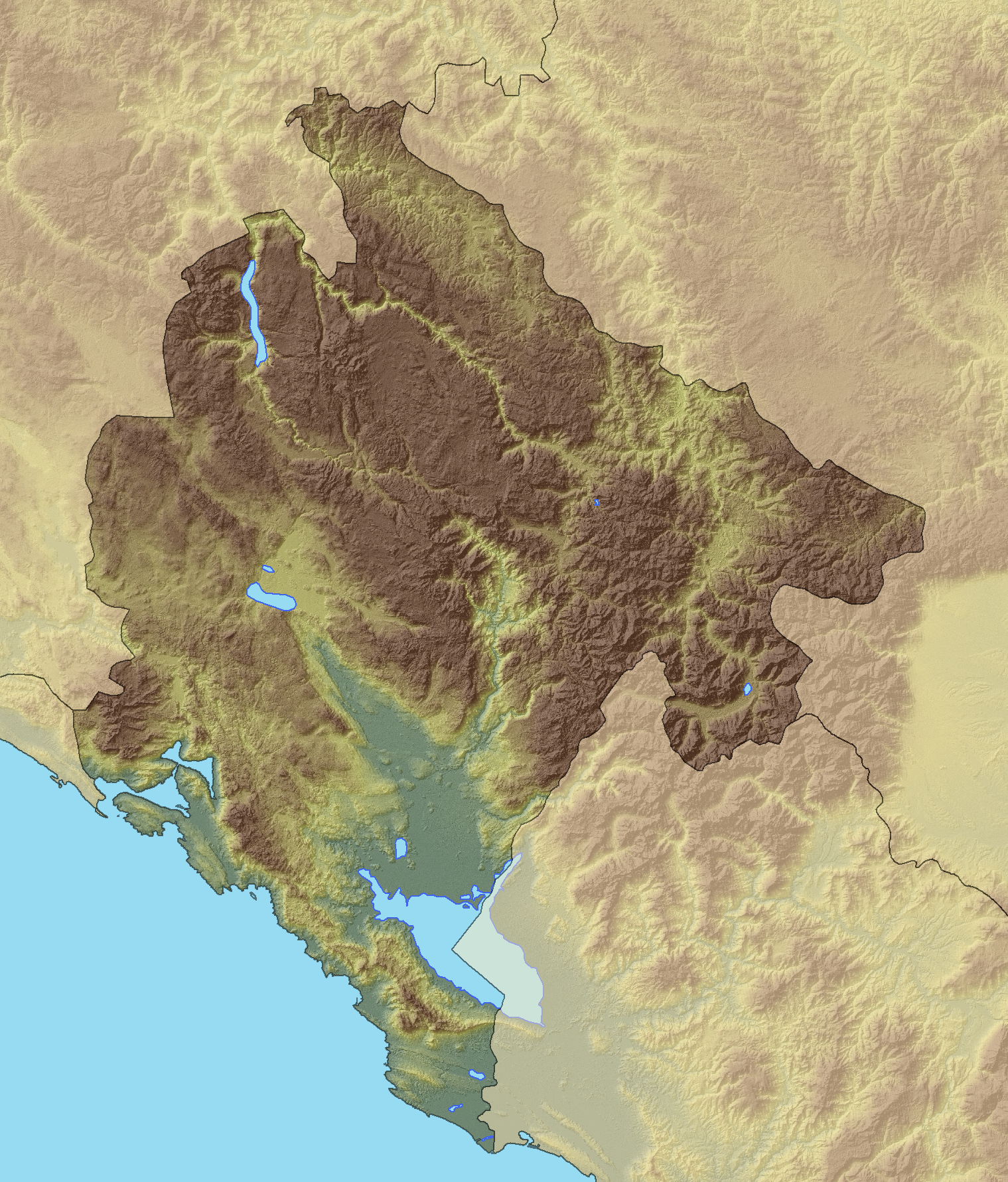
نقشه ناهمواری‌های مونته‌نگرو

## ناهمواری‌ها

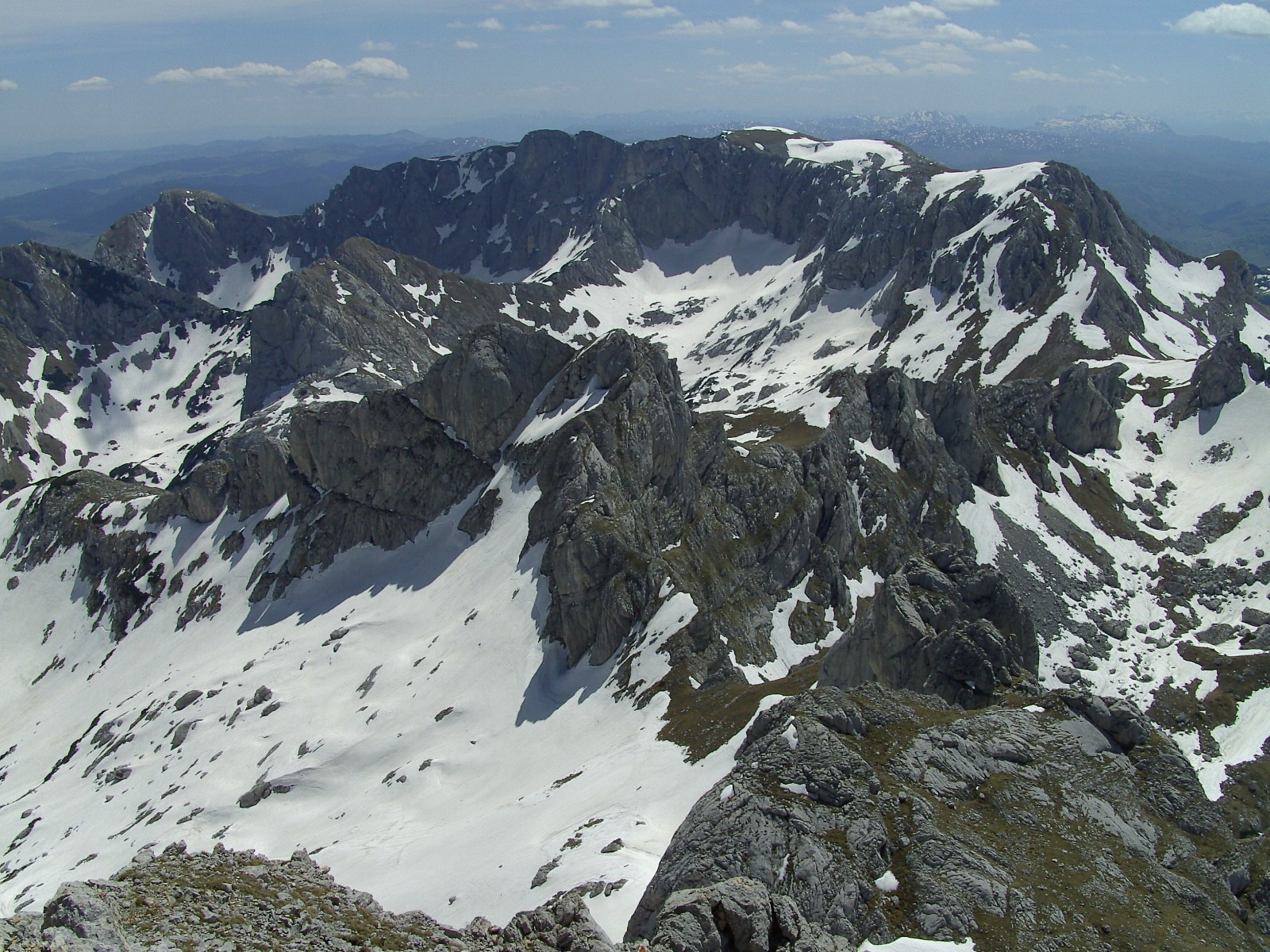
دورمیتور، منطقه شمالی مونته‌نگرو

دره رودخانه زتا، یا دشت بیلوپاولیچی، در جنوب شرق با دومین دشت مسطح مهم در مونته‌نگرو، یعنی دشت زتا، ادغام می‌شود. دشت زتا در شمال دریاچه اشکودر در ارتفاع ۴۰ متر (۱۳۱ فوت) امتداد دارد. این دو دشت امروزه پرجمعیت‌ترین مناطق مونته‌نگرو هستند که دو شهر بزرگ مونته‌نگرو، پودگوریتسا و نیکشیچ را در خود جای داده‌اند.
کوه‌های مرتفع مونته‌نگرو شامل برخی از ناهموارترین زمین‌های اروپا است. میانگین ارتفاع آنها بیش از ۲٬۰۰۰ متر (۶٬۵۶۲ فوت) است. از جمله قله‌های قابل توجه بابوتوف کوف در کوه دورمیتور است که به ۲٬۵۲۳ متر (۸٬۲۷۸ فوت) می‌رسد. کوه‌های مونته‌نگرو بیشترین فرسایش یخ را در شبه جزیره بالکان در آخرین دوره یخبندان داشته‌اند.

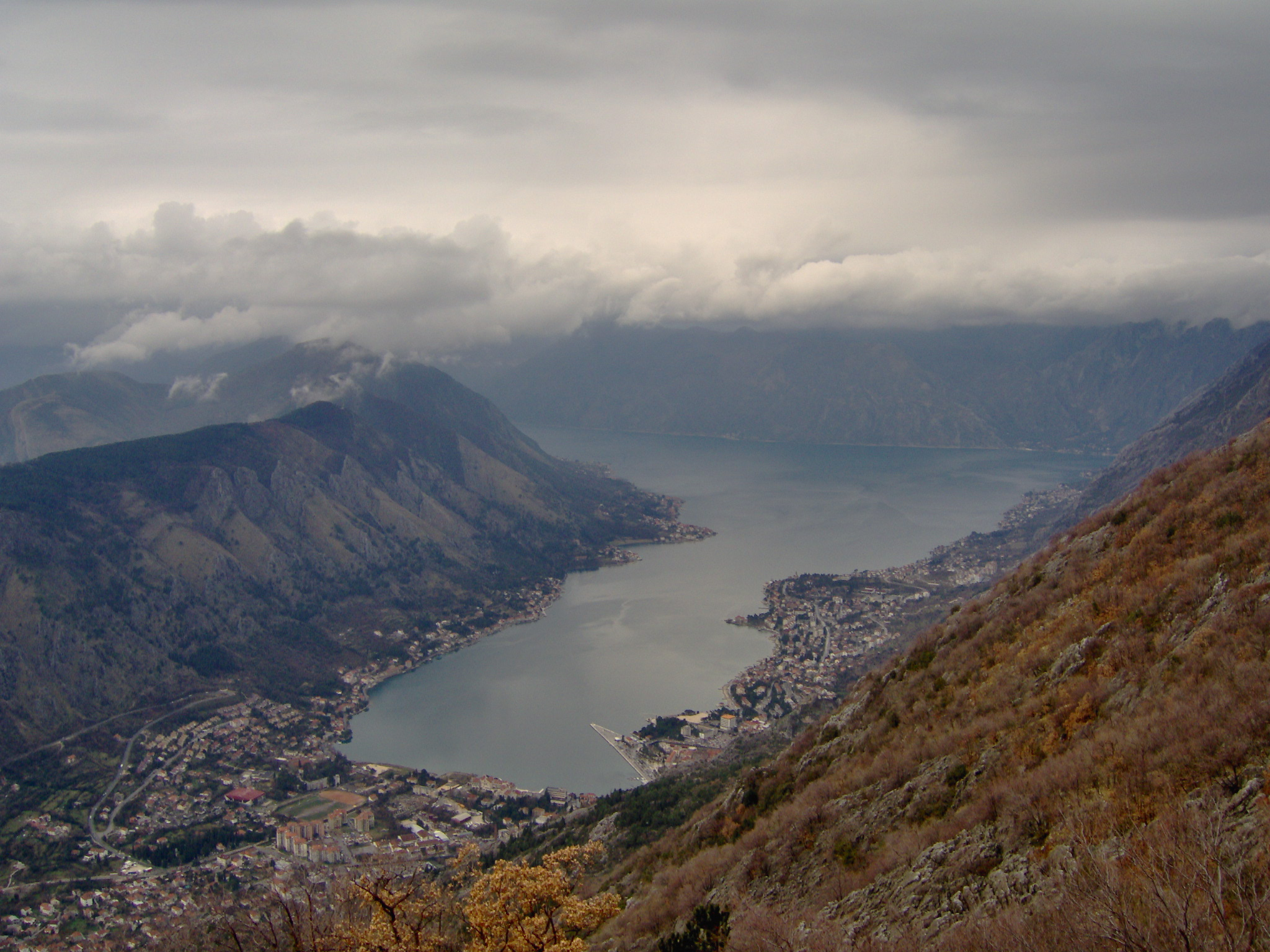
منطقه خلیج کوتور

درازای سواحل مونته‌نگرو ۲۹۴ کیلومتر (۱۸۳ مایل) است. برخلاف همسایه شمالی خود کرواسی، مونته‌نگرو هیچ جزیره مسکونی بزرگی در امتداد ساحل ندارد. یکی از ویژگی‌های قابل توجه سواحل مونته‌نگرو خلیج کوتور است، خلیجی مانند آبدره، که در واقع یک دره رودخانه ای زیر آب است. خلیج کوتور توسط کوه‌هایی تا ارتفاع ۱٬۰۰۰ متر (۳٬۲۸۱ فوت) احاطه شده‌است که تقریباً به صورت عمودی در دریا فرومی‌روند.
در جنوب خلیج کوتور، یک دشت ساحلی باریک وجود دارد که بیشتر از ۴ کیلومتر پهنا ندارد. این ساحل از شمال توسط کوه‌های مرتفع محافظت می‌شود. این دشت محیطی برای سکونتگاه‌های کوچک ساحلی فراهم کرده‌است.

### رودها

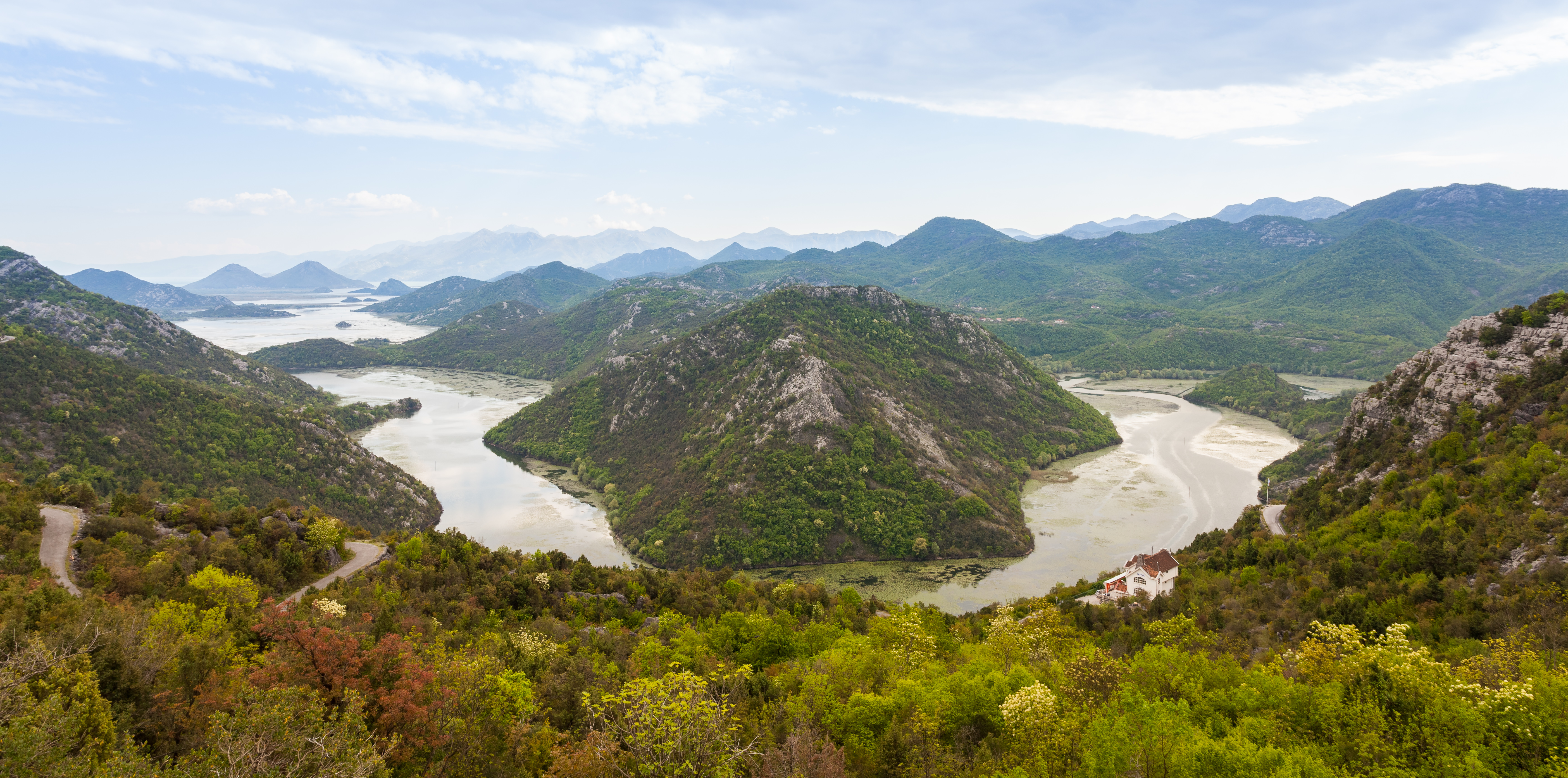
دریاچه اشکودر در مونته‌نگرو

رواناب سطحی مونته‌نگرو در شمال توسط شبکه رودخانه‌ای لیم و تارا که از طریق رودخانه درینا در بوسنی و هرزگوین وارد دانوب می‌شود، منتقل می‌شود. در جنوب مونته‌نگرو، رودها به سمت دریای آدریاتیک می‌ریزند. بیشتر زهکشی منطقه کارستی روی سطح نیست بلکه در کانال‌های زیرزمینی حرکت می‌کند.
بزرگ‌ترین دریاچه مونته‌نگرو و بالکان دریاچه اشکودر است. این دریاچه که در مونته‌نگرو با نام Skadarsko Jezero شناخته می‌شود، در نزدیکی ساحل قرار دارد و از مرز بین‌المللی تا شمال آلبانی امتداد می‌یابد. دریاچه اشکودر ۵۰ کیلومتر (۳۱ مایل) طول و ۱۶ کیلومتر (۹٫۹ مایل) عرض دارد و مساحت کل آن ۳۷۰ کیلومتر مربع (۱۴۲٫۹ مایل مربع) است. حدود ۶۰ درصد آن در قلمرو مونته‌نگرو قرار دارد.
مناطق کوهستانی مونته‌نگرو به دلیل دریاچه‌های متعدد خود مورد توجه هستند.

## آب و هوا
در نوار ساحلی باریک مونته‌نگرو آب و هوای مدیترانه‌ای با تابستان‌های طولانی گرم و زمستان‌های کوتاه معتدل حاکم است. میانگین دمای ژوئیه حدود ۲۸ درجه سانتی‌گراد و بیشینهٔ آن ۳۰ درجه سانتی‌گراد است. میانگین ساعات آفتابی بیش از ۲۵۰۰ و در تابستان بیش از ۳۰۰ ساعت در ماه است، یعنی حدود ۱۰ ساعت آفتاب در روز.

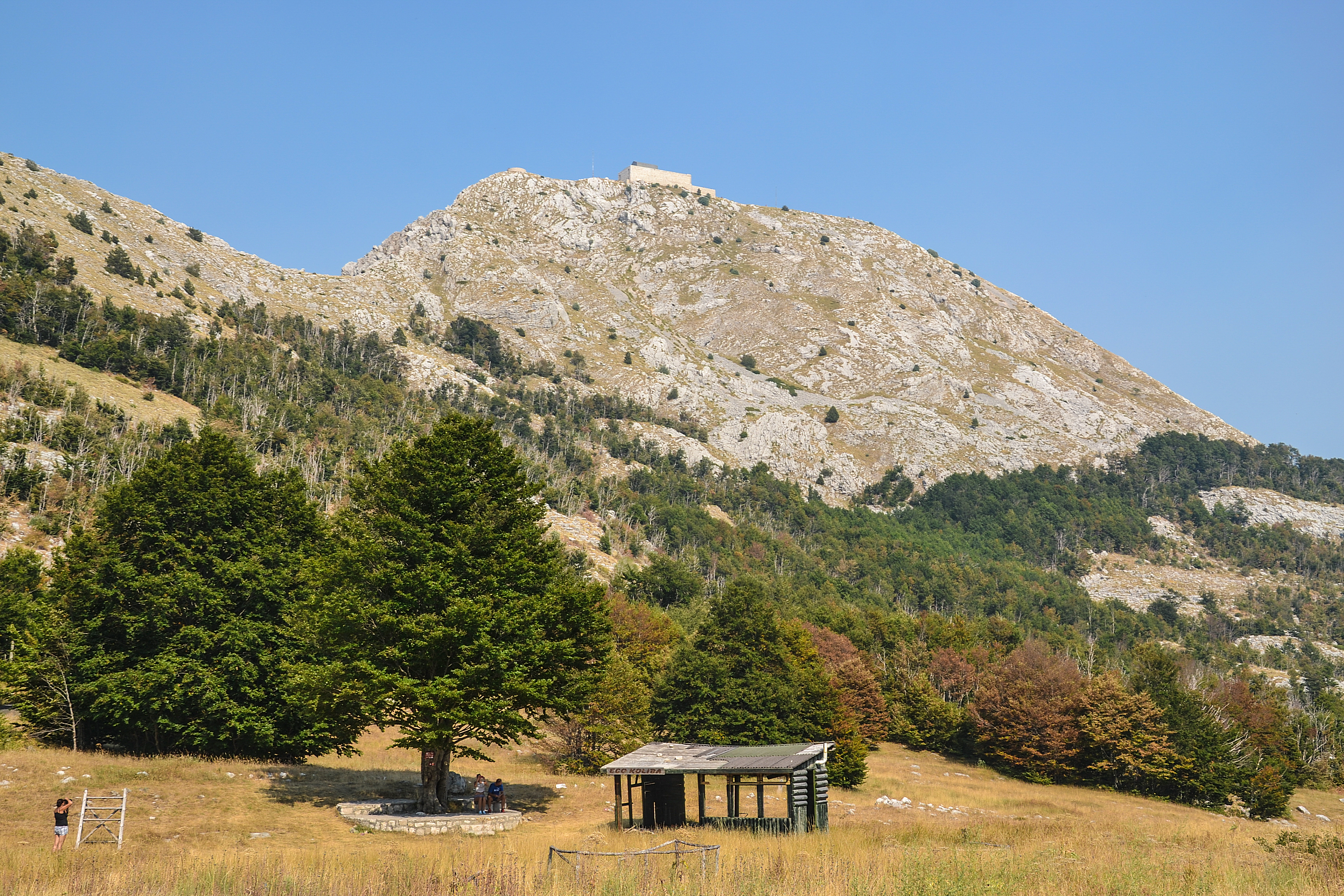
لووچن، منطقه جنوبی مونته‌نگرو.

میانگین دما در زمستان ۹ درجه سانتی‌گراد است. مرطوب‌ترین ماه معمولاً نوامبر است. زمستان در دشت‌های بخش مرکزی مونته‌نگرو خنک‌تر از ساحل است و تابستان گرم‌تر است. میانگین دمای ژانویه در پودگوریتسا ۵ درجه سانتی‌گراد و در ماه ژوئیه ۲۶٫۵ درجه سانتی‌گراد است. بیشینهٔ دما در اینجا به ۴۰ درجه سانتیگراد و کمینهٔ دما به منهای ۱۰ درجه سانتیگراد می‌رسد.
محدوده مناطق کوهستانی کارست فلاتی است به ارتفاع ۱۷۰۰ متر و قله‌هایی با ارتفاع حدود ۲۰۰۰ متر. آب و هوای نیمه کوهستانی با زمستان‌های سرد برفی (در کوهستان‌ها تا ۵ متر برف می‌بارد) و ۲۷۰ ساعت آفتاب در ماه است. بیشینهٔ دما در زمستان ۳ درجه سانتی‌گراد و کمینهٔ آن حدود منفی ۶ درجه سانتی‌گراد است. تغییرات دما در تابستان از ۹ درجه تا ۲۳ درجه سانتی‌گراد است.

## گیاهان و جانوران
وجود جنگل‌های سوزنی‌برگ تیره (کاج، کاج نوئل، نَرّاد) نام «کوه سیاه» را به این کشور داده‌است. بیوگرادسگا گورا، یکی از دو جنگل بکر اروپایی، در مونته‌نگرو قرار دارد. در این کشور بیش از سیصد گونه حیوانی زندگی می‌کنند که برخی از آن‌ها در جاهای دیگر نادر هستند. بز کوهی اروپایی، سمور، وشق، دال معمولی، عقاب طلایی، شاهین بحری، باز، اردک سیاه‌کاکل، آپولوی کوهستان، موش کور صخره‌زی، اردک گونه‌سفید از گونه‌های قابل توجه در این کشور هستند. سمندرک آلپی جالب‌ترین گونه حیوانی مونته‌نگرو به‌شمار می‌آید.